# A salakmotor-világbajnokság érmeseinek listája
Ez a lista a salakmotor világbajnokság és a salakmotor Grand Prix egyes szezonjainak első három helyezett pilótáját tartalmazza.
A két sorozat legsikeresebb versenyzője a svéd Tony Rickardsson hat arany, három ezüst- és két bronzérmével.

## Érmesek
| Év             | Helyszín                      | Győztes                                                 | Második                                                 | Harmadik                                                |
| -------------- | ----------------------------- | ------------------------------------------------------- | ------------------------------------------------------- | ------------------------------------------------------- |
| 1936 részletek | London Wembley Stadion        | Lionel Van Praag (26+3 pts)                             | Eric Langton (26+2 pts)                                 | Bluey Wilkinson (25 pts)                                |
| 1937 részletek | London Wembley Stadion        | Jack Milne (28 pts)                                     | Wilbur Lamoreaux (25 pts)                               | Cordy Milne (23 pts)                                    |
| 1938 részletek | London Wembley Stadion        | Bluey Wilkinson (22 pts)                                | Jack Milne (21 pts)                                     | Wilbur Lamoreaux (20 pts)                               |
| 1939 részletek | London Wembley Stadion        | A döntőt a második világháború kitörése miatt törölték. | A döntőt a második világháború kitörése miatt törölték. | A döntőt a második világháború kitörése miatt törölték. |
|                |                               | A bajnokságot 1940-től 1948-ig nem rendezték meg.       |                                                         |                                                         |
| 1949 részletek | London Wembley Stadion        | Tommy Price (15 pts)                                    | Jack Parker (14 pts)                                    | Louis Lawson (13 pts)                                   |
| 1950 részletek | London Wembley Stadion        | Freddie Williams (14 pts)                               | Wally Green (13 pts)                                    | Graham Warren (12 pts)                                  |
| 1951 részletek | London Wembley Stadion        | Jack Young (12+3 pts)                                   | Split Waterman (12+2 pts)                               | Jack Biggs (12+1 pts)                                   |
| 1952 részletek | London Wembley Stadion        | Jack Young (14 pts)                                     | Freddie Williams (13 pts)                               | Bob Oakley (12 pts)                                     |
| 1953 részletek | London Wembley Stadion        | Freddie Williams (14 pts)                               | Split Waterman (13 pts)                                 | Geoff Mardon (12+3 pts)                                 |
| 1954 részletek | London Wembley Stadion        | Ronnie Moore (15 pts)                                   | Brian Crutcher (13+3 pts)                               | Olly Nygren (13+2 pts)                                  |
| 1955 részletek | London Wembley Stadion        | Peter Craven (13 pts)                                   | Ronnie Moore (12+3 pts)                                 | Barry Briggs (12+2 pts)                                 |
| 1956 részletek | London Wembley Stadion        | Ove Fundin (13 pts)                                     | Ronnie Moore (12 pts)                                   | Arthur Forrest (11+3 pts)                               |
| 1957 részletek | London Wembley Stadion        | Barry Briggs (14+3 pts)                                 | Ove Fundin (14+2 pts)                                   | Peter Craven (11+3 pts)                                 |
| 1958 részletek | London Wembley Stadion        | Barry Briggs (15 pts)                                   | Ove Fundin (13 pts)                                     | Aub Lawson (11+3 pts)                                   |
| 1959 részletek | London Wembley Stadion        | Ronnie Moore (15 pts)                                   | Ove Fundin (13 pts)                                     | Barry Briggs (11+3 pts)                                 |
| 1960 részletek | London Wembley Stadion        | Ove Fundin (14+3 pts)                                   | Ronnie Moore (14+2 pts)                                 | Peter Craven (14+1 pts)                                 |
| 1961 részletek | Malmö Malmö Stadion           | Ove Fundin (14 pts)                                     | Björn Knutsson (12+3 pts)                               | Göte Nordin (12+2 pts)                                  |
| 1962 részletek | London Wembley Stadion        | Peter Craven (14 pts)                                   | Barry Briggs (13 pts)                                   | Ove Fundin (10+3 pts)                                   |
| 1963 részletek | London Wembley Stadion        | Ove Fundin (14 pts)                                     | Björn Knutsson (13 pts)                                 | Barry Briggs (12 pts)                                   |
| 1964 részletek | Göteborg Ullevi               | Barry Briggs (15 pts)                                   | Igor Plechanov (13+3 pts)                               | Ove Fundin (13+2 pts)                                   |
| 1965 részletek | London Wembley Stadion        | Björn Knutsson (14 pts)                                 | Igor Plechanov (13+3 pts)                               | Ove Fundin (13+2 pts)                                   |
| 1966 részletek | London Wembley Stadion        | Barry Briggs (15 pts)                                   | Sverre Harrfeldt (14 pts)                               | Antoni Woryna (13 pts)                                  |
| 1967 részletek | London Wembley Stadion        | Ove Fundin (14+3 pts)                                   | Bengt Jansson (14+2 pts)                                | Ivan Mauger (13 pts)                                    |
| 1968 részletek | Göteborg Ullevi               | Ivan Mauger (15 pts)                                    | Barry Briggs (12 pts)                                   | Edward Jancarz (11+3 pts)                               |
| 1969 részletek | London Wembley Stadion        | Ivan Mauger (14 pts)                                    | Barry Briggs (11+3 pts)                                 | Sören Sjösten (11+2 pts)                                |
| 1970 részletek | Wrocław Stadion Olimpijski    | Ivan Mauger (15 pts)                                    | Paweł Waloszek (14 pts)                                 | Antoni Woryna (13 pts)                                  |
| 1971 részletek | Göteborg Ullevi               | Ole Olsen (15 pts)                                      | Ivan Mauger (12+3 pts)                                  | Bengt Jansson (12+2 pts)                                |
| 1972 részletek | London Wembley Stadion        | Ivan Mauger (13+3 pts)                                  | Bernt Persson (13+2 pts)                                | Ole Olsen (12 pts)                                      |
| 1973 részletek | Chorzów Stadion Śląski        | Jerzy Szczakiel (13+3 pts)                              | Ivan Mauger (13+F pts)                                  | Zenon Plech (12 pts)                                    |
| 1974 részletek | Göteborg Ullevi               | Anders Michanek (15 pts)                                | Ivan Mauger (11+3 pts)                                  | Sören Sjösten (11+2 pts)                                |
| 1975 részletek | London Wembley Stadion        | Ole Olsen (15 pts)                                      | Anders Michanek (13 pts)                                | John Louis (12+3 pts)                                   |
| 1976 részletek | Chorzów Stadion Śląski        | Peter Collins (14 pts)                                  | Malcolm Simmons (13 pts)                                | Phil Crump (12 pts)                                     |
| 1977 részletek | Göteborg Ullevi               | Ivan Mauger (14 pts)                                    | Peter Collins (13 pts)                                  | Ole Olsen (12+3 pts)                                    |
| 1978 részletek | London Wembley Stadion        | Ole Olsen (13 pts)                                      | Gordon Kennett (12 pts)                                 | Scott Autrey (11+3 pts)                                 |
| 1979 részletek | Chorzów Stadion Śląski        | Ivan Mauger (14 pts)                                    | Zenon Plech (13 pts)                                    | Michael Lee (11+3 pts)                                  |
| 1980 részletek | Göteborg Ullevi               | Michael Lee (14 pts)                                    | Dave Jessup (12+3 pts)                                  | Billy Sanders (12+2 pts)                                |
| 1981 részletek | London Wembley Stadion        | Bruce Penhall (14 pts)                                  | Ole Olsen (12+3 pts)                                    | Tommy Knudsen (12+2 pts)                                |
| 1982 részletek | Los Angeles Memorial Coliseum | Bruce Penhall (14 pts)                                  | Les Collins (13 pts)                                    | Dennis Sigalos (12 pts)                                 |
| 1983 részletek | Norden Motodrom Halbemond     | Egon Müller (15 pts)                                    | Billy Sanders (12 pts)                                  | Michael Lee (11 pts)                                    |
| 1984 részletek | Göteborg Ullevi               | Erik Gundersen (14 pts)                                 | Hans Nielsen (13+3 pts)                                 | Lance King (13+2 pts)                                   |
| 1985 részletek | Bradford Odsal Stadium        | Erik Gundersen (13+3 pts)                               | Hans Nielsen (13+2 pts)                                 | Sam Ermolenko (13+1 pts)                                |
| 1986 részletek | Chorzów Stadion Śląski        | Hans Nielsen (14 pts)                                   | Jan O. Pedersen (13 pts)                                | Kelvin Tatum (12 pts)                                   |
| 1987 részletek | Amszterdam Olimpiai Stadion   | Hans Nielsen (27 pts)                                   | Erik Gundersen (24+3 pts)                               | Sam Ermolenko (24+2 pts)                                |
| 1988 részletek | Vojens Speedway Center        | Erik Gundersen (14+3 pts)                               | Hans Nielsen (14+2 pts)                                 | Jan O. Pedersen (13 pts)                                |
| 1989 részletek | München Olimpiai Stadion      | Hans Nielsen (15 pts)                                   | Simon Wigg (12+3 pts)                                   | Jeremy Doncaster (12+2 pts)                             |
| 1990 részletek | Bradford Odsal Stadium        | Per Jonsson (13+3 pts)                                  | Shawn Moran (13+2 pts) Void - disqualified              | Todd Wiltshire (12 pts)                                 |
| 1991 részletek | Göteborg Ullevi               | Jan O. Pedersen (15 pts)                                | Tony Rickardsson (12 pts)                               | Hans Nielsen (11+3 pts)                                 |
| 1992 részletek | Wrocław Stadion Olimpijski    | Gary Havelock (14 pts)                                  | Per Jonsson (11 pts)                                    | Gert Handberg (10 pts)                                  |
| 1993 részletek | Pocking Rottalstadion         | Sam Ermolenko (12 pts)                                  | Hans Nielsen (11+3 pts)                                 | Chris Louis (11+2 pts)                                  |
| 1994 részletek | Vojens Speedway Center        | Tony Rickardsson (12+3 pts)                             | Hans Nielsen (12+2 pts)                                 | Craig Boyce (12+1 pts)                                  |
| Év             | Helyszín                      | Győztes                                                 | Második                                                 | Harmadik                                                |

### Grand Prix (1995 óta)
| Év             | Helyszín    | Győztes                     | Második                       | Harmadik                          |
| -------------- | ----------- | --------------------------- | ----------------------------- | --------------------------------- |
| 1995 részletek | 6 helyszín  | Hans Nielsen (103 pont)     | Tony Rickardsson (88 pont)    | Sam Ermolenko (83 pont)           |
| 1996 részletek | 6 helyszín  | Billy Hamill (113 pont)     | Hans Nielsen (111 pont)       | Greg Hancock (88 pont)            |
| 1997 részletek | 6 helyszín  | Greg Hancock (118 pont)     | Billy Hamill (111 pont)       | Tomasz Gollob (92 pont)           |
| 1998 részletek | 6 helyszín  | Tony Rickardsson (111 pont) | Jimmy Nilsen (99 pont)        | Tomasz Gollob (97 pont)           |
| 1999 részletek | 6 helyszín  | Tony Rickardsson (111 pont) | Tomasz Gollob (98 pont)       | Hans Nielsen (76 pont)            |
| 2000 részletek | 6 helyszín  | Mark Loram (102 pont)       | Billy Hamill (95 pont)        | Tony Rickardsson (94 pont)        |
| 2001 részletek | 6 helyszín  | Tony Rickardsson (121 pont) | Jason Crump (113 pont)        | Tomasz Gollob (89 pont)           |
| 2002 részletek | 10 helyszín | Tony Rickardsson (181 pont) | Jason Crump (162 pont)        | Ryan Sullivan (158 pont)          |
| 2003 részletek | 9 helyszín  | Nicki Pedersen (152 pont)   | Jason Crump (144 pont)        | Tony Rickardsson (127 pont)       |
| 2004 részletek | 9 helyszín  | Jason Crump (158 pont)      | Tony Rickardsson (155 pont)   | Greg Hancock (137 pont)           |
| 2005 részletek | 9 helyszín  | Tony Rickardsson (196 pont) | Jason Crump (154 pont)        | Leigh Adams (107 pont)            |
| 2006 részletek | 10 helyszín | Jason Crump (188 pont)      | Greg Hancock (144 pont)       | Nicki Pedersen (134 pont)         |
| 2007 részletek | 11 helyszín | Nicki Pedersen (196 pont)   | Leigh Adams (153 pont)        | Jason Crump (124 pont)            |
| 2008 részletek | 11 helyszín | Nicki Pedersen (174 pont)   | Jason Crump (152 pont)        | Tomasz Gollob (148 pont)          |
| 2009 részletek | 11 helyszín | Jason Crump (159 pont)      | Tomasz Gollob (144 pont)      | Emil Szajfutgyinov (138 pont)     |
| 2010 részletek | 11 helyszín | Tomasz Gollob (166 pont)    | Jarosław Hampel (137 pont)    | Jason Crump (135 pont)            |
| 2011 részletek | 11 helyszín | Greg Hancock (164 pont)     | Andreas Jonsson (124 pont)    | Jarosław Hampel (122 pont)        |
| 2012 részletek | 12 helyszín | Chris Holder (160 pont)     | Nicki Pedersen (152 pont)     | Greg Hancock (148 pont)           |
| 2013 részletek | 12 helyszín | Tai Woffinden (151 pont)    | Jaroslaw Hampel (142 pont)    | Niels-Kristian Iversen (132 pont) |
| 2014 részletek | 12 helyszín | Greg Hancock (140 pont)     | Krzysztof Kasprzak (132 pont) | Nicki Pedersen (121 pont)         |
| 2015 részletek | 12 helyszín | Tai Woffinden (163 pont)    | Greg Hancock (147 pont)       | Nicki Pedersen (131 pont)         |
| 2016 részletek | 11 helyszín | Greg Hancock (139 pont)     | Tai Woffinden (130 pont)      | Bartosz Zmarzlik (128 pont)       |
| 2017 részletek | 12 helyszín | Jason Doyle (161 pont)      | Patryk Dudek (143 pont)       | Tai Woffinden (131 pont)          |
| 2018 részletek | 10 helyszín | Tai Woffinden (139 pont)    | Bartosz Zmarzlik (129 pont)   | Fredrik Lindgren (109 pont)       |
| 2019 részletek | 10 helyszín | Bartosz Zmarzlik (132 pont) | Leon Madsen (130 pont)        | Emil Szajfutgyinov (126 pont)     |
| 2020 részletek | 8 helyszín  | Bartosz Zmarzlik (133 pont) | Tai Woffinden (117 pont)      | Fredrik Lindgren (117 pont)       |
| 2021 részletek | 11 helyszín | Artyom Laguta (192 pont)    | Bartosz Zmarzlik (189 pont)   | Emil Szajfutgyinov (149 pont)     |
| 2022 részletek | 10 helyszín | Bartosz Zmarzlik (166 pont) | Leon Madsen (133 pont)        | Maciej Janowski (106 pont)        |
| 2023 részletek | 10 helyszín | Bartosz Zmarzlik (158 pont) | Fredrik Lindgren (150 pont)   | Martin Vaculík (125 pont)         |
| 2024 részletek | 11 helyszín | Bartosz Zmarzlik (179 pont) | Robert Lambert (144 pont)     | Fredrik Lindgren (141 pont)       |
| Év             | Helyszín    | Győztes                     | Második                       | Harmadik                          |

### Éremtáblázat
| Helyezés             | Nemzet               | Arany | Ezüst | Bronz | Összesen |
| -------------------- | -------------------- | ----- | ----- | ----- | -------- |
| 1.                   | Svédország           | 14    | 15    | 13    | 42       |
| 2.                   | Dánia                | 14    | 12    | 11    | 37       |
| 3.                   | Új-Zéland            | 12    | 9     | 5     | 26       |
| 4.                   | Anglia               | 10    | 15    | 12    | 37       |
| 5.                   | Ausztrália           | 9     | 7     | 12    | 28       |
| 6.                   | Egyesült Államok     | 9     | 6     | 11    | 26       |
| 7.                   | Lengyelország        | 7     | 10    | 11    | 28       |
| 8.                   | Wales                | 2     | 1     | 0     | 3        |
| 9.                   | Oroszország          | 1     | 0     | 3     | 4        |
| 10.                  | Németország          | 1     | 0     | 0     | 1        |
| 11.                  | URS                  | 0     | 2     | 0     | 2        |
| 12.                  | Norvégia             | 0     | 1     | 0     | 1        |
| 13.                  | Szlovákia            | 0     | 0     | 1     | 1        |
| Összesen (13 nemzet) | Összesen (13 nemzet) | 79    | 78    | 79    | 236      |

### Győztesek országok szerint
| Ország           | Összesen | Győztes(ek) |
| ---------------- | -------- | --- |
| Dánia            | 14       | Hans Nielsen (4), Ole Olsen (3), Erik Gundersen (3), Nicki Pedersen (3), Jan O. Pedersen (1)                                |
| Svédország       | 14       | Tony Rickardsson (6), Ove Fundin (5), Björn Knutson (1), Anders Michanek (1), Per Jonsson (1)                               |
| Új-Zéland        | 12       | Ivan Mauger (6), Barry Briggs (4), Ronnie Moore (2)                                                                         |
| Anglia           | 10       | Tai Woffinden (3), Peter Craven (2), Tommy Price (1), Peter Collins (1), Michael Lee (1), Gary Havelock (1), Mark Loram (1) |
| Egyesült Államok | 9        | Greg Hancock (4), Bruce Penhall (2), Jack Milne (1), Sam Ermolenko (1), Billy Hamill (1)                                    |
| Ausztrália       | 9        | Jason Crump (3), Jack Young (2), Lionel Van Praag (1), Bluey Wilkinson (1), Chris Holder (1), Jason Doyle (1)               |
| Lengyelország    | 7        | Bartosz Zmarzlik (5), Jerzy Szczakiel (1), Tomasz Gollob (1)                                                                |
| Wales            | 2        | Freddie Williams (2) |
| Németország      | 1        | Egon Müller (1) |
| Oroszország      | 1        | Artem Laguta (1) |

### Éremtáblázat győztesek szerint
| Versenyző               | Arany | Ezüst | Bronz | Összesen |
| ----------------------- | ----- | ----- | ----- | -------- |
| Tony Rickardsson        | 6     | 3     | 2     | 11       |
| Ivan Mauger             | 6     | 3     | 1     | 10       |
| Ove Fundin              | 5     | 3     | 3     | 11       |
| Bartosz Zmarzlik        | 5     | 2     | 1     | 8        |
| Hans Nielsen            | 4     | 6     | 2     | 12       |
| Barry Briggs            | 4     | 3     | 3     | 10       |
| Greg Hancock            | 4     | 2     | 3     | 9        |
| Jason Crump             | 3     | 5     | 2     | 10       |
| Tai Woffinden           | 3     | 2     | 1     | 6        |
| Nicki Pedersen          | 3     | 1     | 3     | 7        |
| Ole Olsen               | 3     | 1     | 2     | 6        |
| Erik Gundersen          | 3     | 1     | 0     | 4        |
| Ronnie Moore            | 2     | 3     | 0     | 5        |
| Freddie Williams        | 2     | 1     | 0     | 3        |
| Peter Craven            | 2     | 0     | 2     | 4        |
| Jack Young              | 2     | 0     | 0     | 2        |
| Bruce Penhall           | 2     | 0     | 0     | 2        |
| Tomasz Gollob           | 1     | 2     | 4     | 7        |
| Björn Knutson           | 1     | 2     | 0     | 3        |
| Billy Hamill            | 1     | 2     | 0     | 3        |
| Jan O. Pedersen         | 1     | 1     | 1     | 3        |
| Peter Collins           | 1     | 1     | 0     | 2        |
| Anders Michanek         | 1     | 1     | 0     | 2        |
| Per Jonsson             | 1     | 1     | 0     | 2        |
| Jack Milne              | 1     | 1     | 0     | 2        |
| Sam Ermolenko           | 1     | 0     | 3     | 4        |
| Michael Lee             | 1     | 0     | 2     | 3        |
| Bluey Wilkinson         | 1     | 0     | 1     | 2        |
| Jason Doyle             | 1     | 0     | 0     | 1        |
| Chris Holder            | 1     | 0     | 0     | 1        |
| Lionel Van Praag        | 1     | 0     | 0     | 1        |
| Gary Havelock           | 1     | 0     | 0     | 1        |
| Mark Loram              | 1     | 0     | 0     | 1        |
| Tommy Price             | 1     | 0     | 0     | 1        |
| Egon Müller             | 1     | 0     | 0     | 1        |
| Jerzy Szczakiel         | 1     | 0     | 0     | 1        |
| Artem Laguta            | 1     | 0     | 0     | 1        |
| Összesen (37 versenyző) | 79    | 47    | 36    | 162      |